# Fünfkirchenové
Fünfkirchenové jsou šlechtický rod původem z Rakouska. 

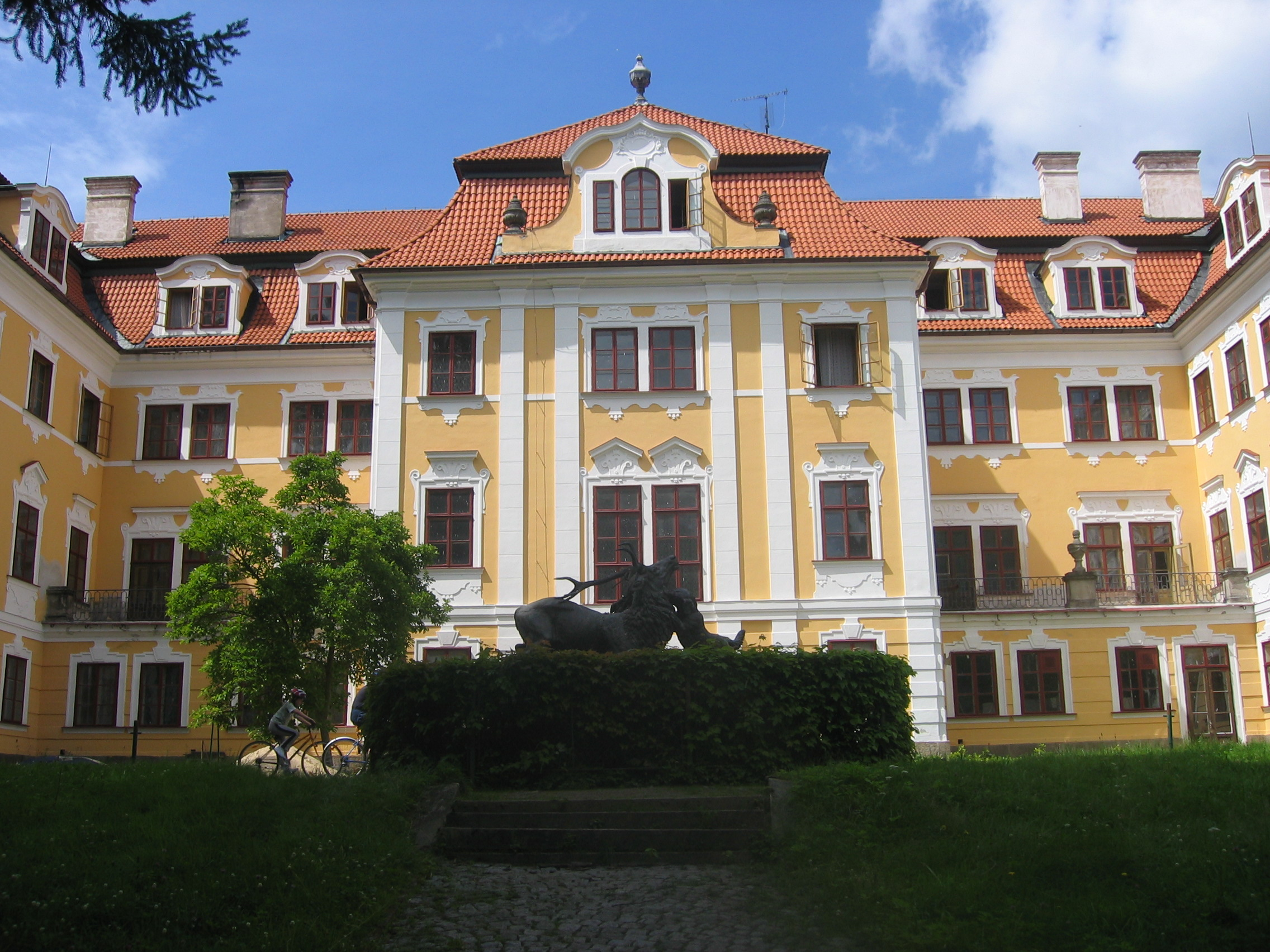
Rodový zámek Chlum u Třeboně

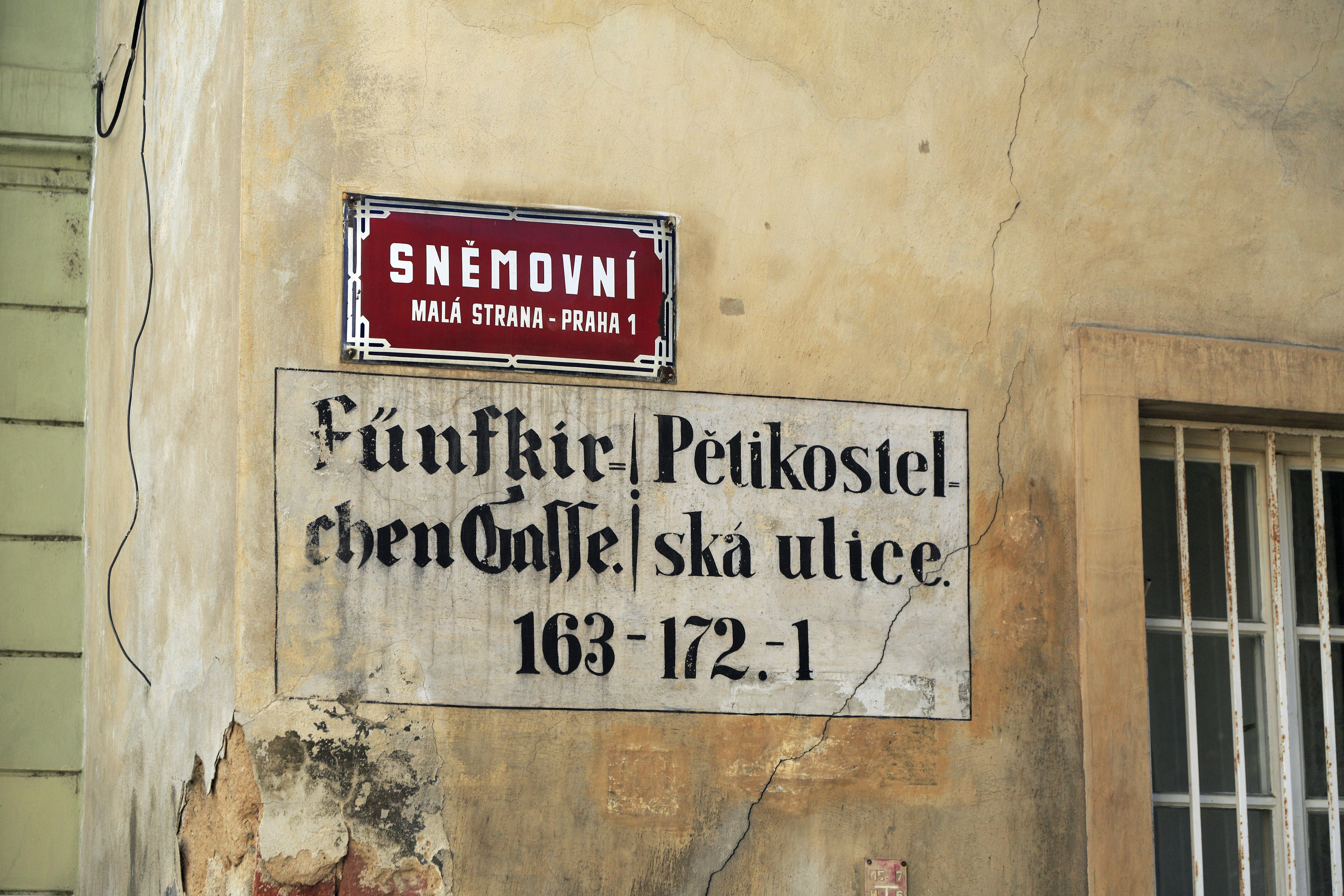
Fünfkirchengasse/Pětikostelní ulice na Malé Straně v Praze

## Původ rodiny
Rodina je prokazatelně doložena ve 13. století, když v roce 1241 předkové rodu uprchli z Pécse (německy: Fünfkirchen) před vpádem Mongolů do Vídně. V roce 1275 se Leopold Fünfkirchen stal ve Vídni městským mincmistrem a soudcem. Roku 1310 si Fünfkirchen našel „Udalricum“ ve Falkensteinu. 
Kolem roku 1370 získal Erasmus Fünfkirchen (1334–1400) první statek ve Steinebrunnu (dnes část Drasenhofenu). Philipp (1355–1432) rozšířil majetek rodiny a byl povýšen na rytíře a jeho potomci majetky dále rozšiřovali. 
Kolem roku 1500 byli již Fünfkirchenové mocnými pány ve Weinviertelu (Vinné čtvrti). Vedle sídla rodu ve Steinebrunnu patřily rodu statky v Neuruppersdorfu, Ottenthalu, Stützenhofenu, Fallbachu a Poysbrunnu. Císař Fridrich III. (1415-1493) dal lénem Fünfkirchenovi hrad Laa an der Thaya (Láva) s mlýnem a pověřil jej ochranou hradu Falkensteinu v Dolních Rakousích. 
Rod Fünfkirchenů se příbuzensky spojil s dalšími rody, mj. s Valdštejny, z Vartenbergu, Slavaty z Chlumu a Košumberka, Windischgrätzi a dalšími. 

## Fünfkirchenové a reformace
Fünfkirchenové brzy přestoupili k protestantské víře a podporovali habány na jižní Moravě. Dostali se do opozice proti zemskému knížeti a roku 1571 ztratili ochranu nad hradem Falkenstein. Správní centrum regionu přešlo na Trautsony. 
Johann Bernhard z Fünfkirchenu (1561-1621) bojoval v turecké válce na straně Rudolfa II. (1552-1612) a císař mu propůjčil za jeho zásluhy titul svobodný pán (baron). Johann Bernhard začal v roce 1602 se stavbou zámku Fünfkirchen. Johann Bernhard jako horlivý protestant podporoval v roce 1618 české stavovské povstání (1618-1620) proti katolickým Habsburkům a zúčastnil se osobně Pražské defenestrace. 
Prostřednictvím svého strýce získal Rudolf z Tiefenbachu (nebo také Teuffenbachu) (1582-1653), syn Johanna Bernharda, mezitím konvertovavší ke katolicismu, zpět některé rodinné statky a zámek Fünfkirchen.

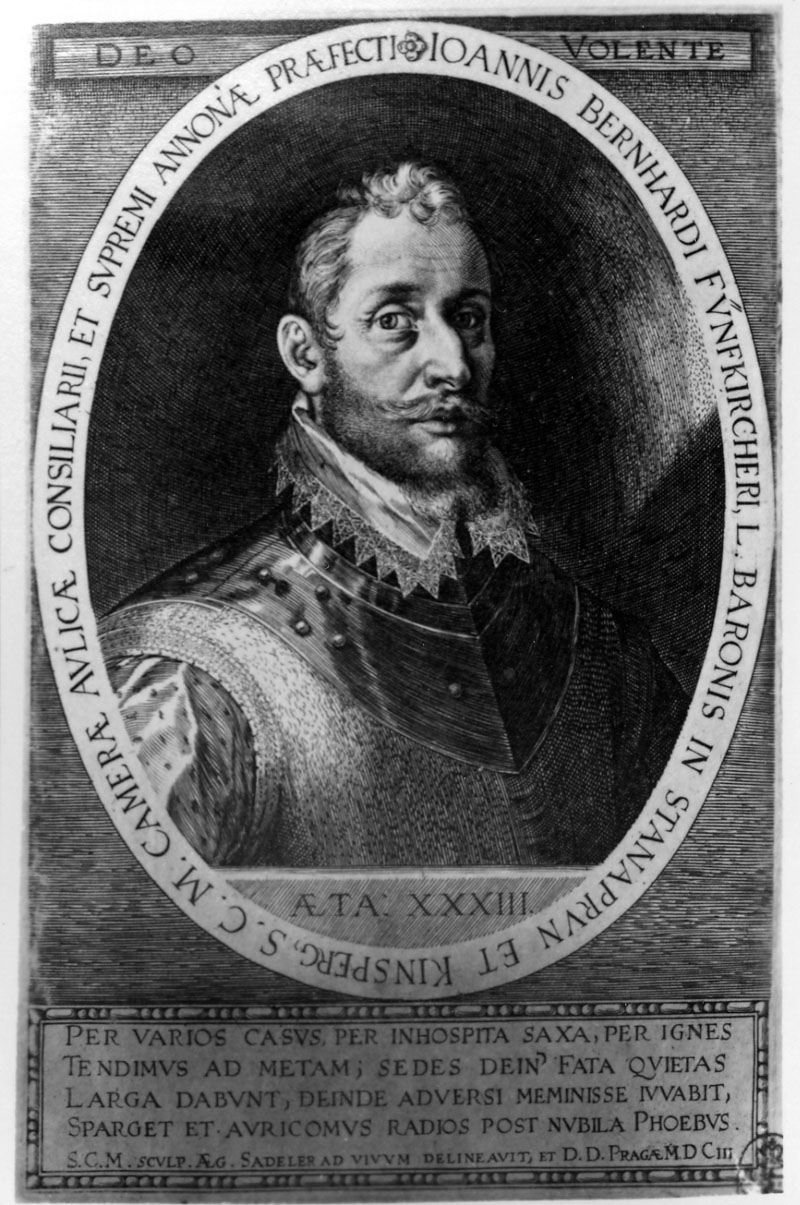
Johann Bernhard z Fünfkirchenu (1561-1621)
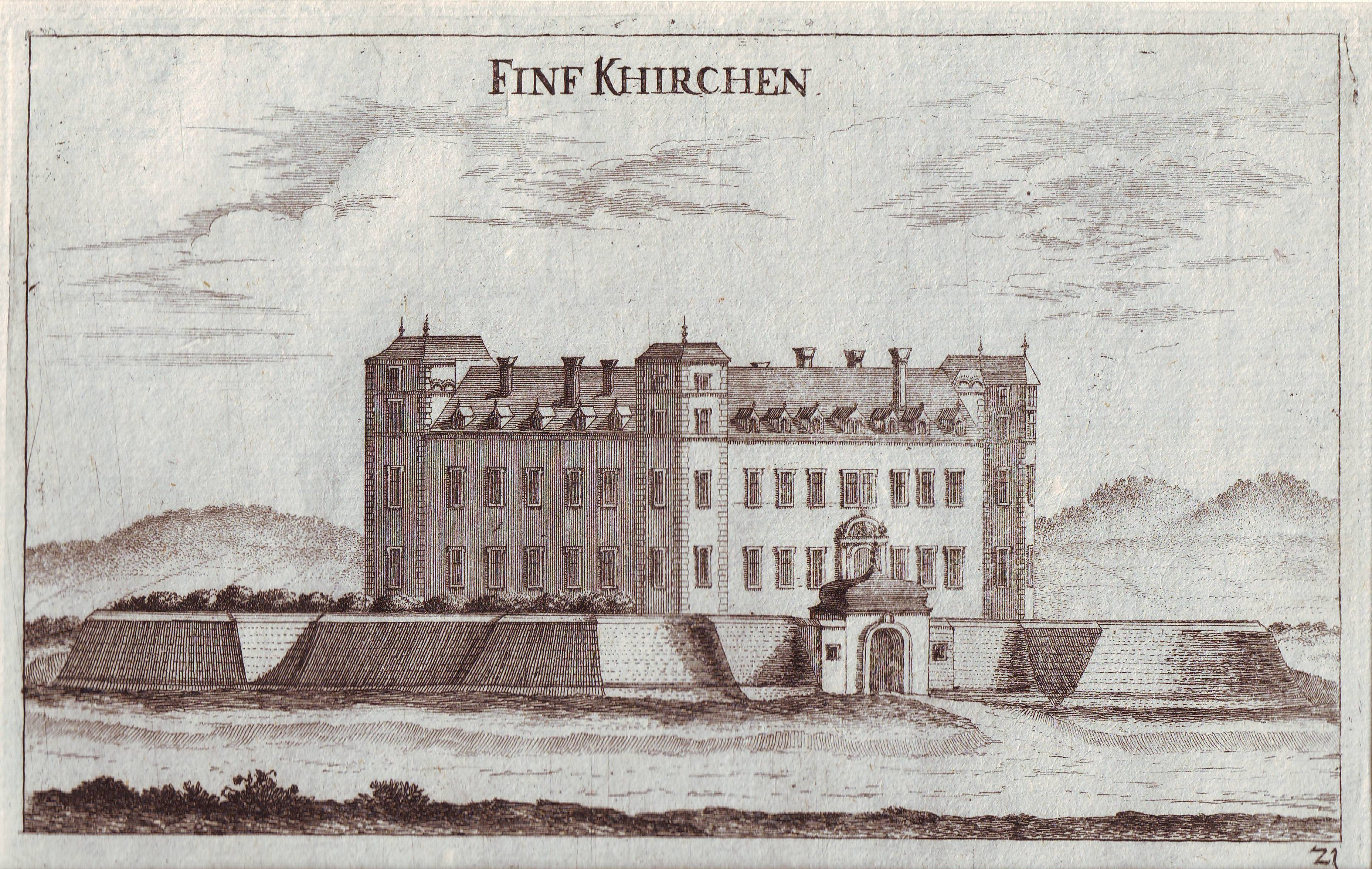
Zámek Fünfkirchen
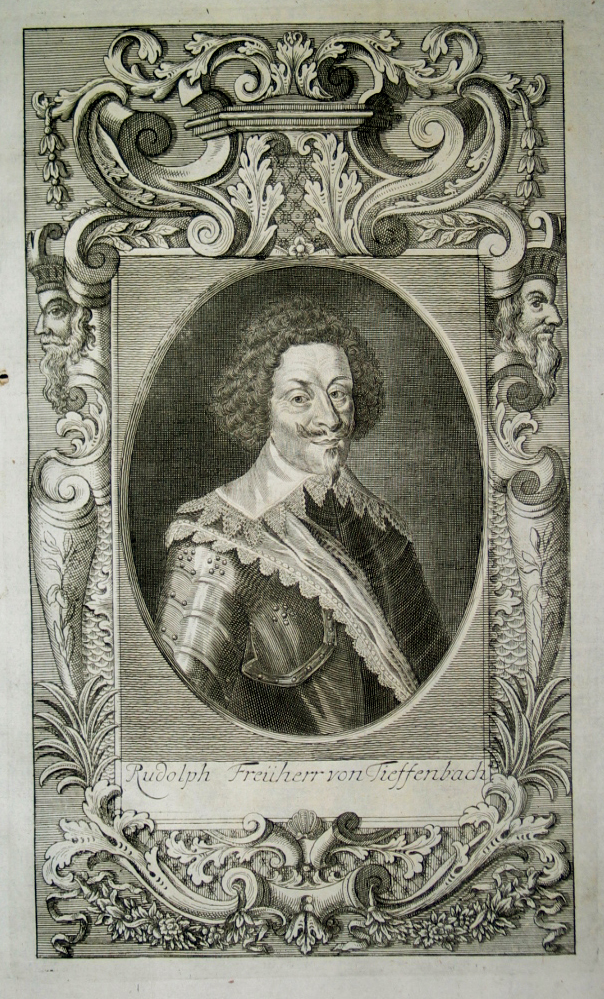
Rudolf z Tiefenbachu

## Hrabata z Fünfkirchenů
Po roce 1650 se Fünfkirchenové usadili u císařského dvora ve Vídni. V roce 1698 císař Leopold I. (1640-1705) povýšil Johanna Bernharda II. z Fünfkirchenu do dědičného stavu, hraběcího. Hraběnka Marie Terezie z Fünfkirchenu, rozená Slavatová z Chlumu a Košumberka (1656-1699) byla jednou z dědiček rozsáhlého majetku vymřelého rodu Slavatů z Chlumu a Košumberka. V roce 1693 Fünfkirchenové Chlum od Nové Bystřice oddělili a vytvořili z něj samostatné panství. V roce 1695 se provdala za Arnošta Bedřicha z Windischgrätze (1670-1727), jemuž přinesla v hotovosti 50 000 zlatých, manželovi pak předala i svůj dědický podíl, panství Červená Lhota. V roce 1834 Fünfkirchenové panství Chlum prodali Eduardu Stadion-Thanhausenovi.
Do konce monarchie byli hrabata z Fünfkirchenů ve službách Habsburků jako vyšší úředníci. 
Jako poslední a přímí potomci z rodinné větve Otto Dionysia Franze Ferdinanda hraběte z Fünfkirchenu (1859–1946) resp. jeho syna Franze de Paula Otto hraběte z Fünfkirchenu (1892–1965), dosud žije Dipl. Ing. Wolfgang Franz Michael Fünfkirchen (* 1967) a jeho sestra Dipl. Päd. Sonja Andrea Fünfkirchen (* 1965) ve Vídni. 

## Osobnosti
- Jan Bernard z Fünfkirchenu (1561-1621)
- Otto František hrabě z Fünfkirchenu (1800-1872)